# Gryon dasyni
Gryon dasyni är en stekelart som först beskrevs av Nixon 1934.  Gryon dasyni ingår i släktet Gryon och familjen Scelionidae. Inga underarter finns listade i Catalogue of Life.